# Mooresville (Alabama)
Mooresville é uma cidade  localizada no estado americano do Alabama, no Condado de Limestone.

## Demografia
Segundo o censo americano de 2000, a sua população era de 59 habitantes.
Em 2006, foi estimada uma população de 63, um aumento de 4 (6.8%).

## Geografia
De acordo com o United States Census Bureau, a localidade tem uma área de 0,2 km², sem área coberta por água.

## Localidades na vizinhança
O diagrama seguinte representa as localidades num raio de 24 km ao redor de Mooresville.